# Himatina
Himatina is een geslacht van weekdieren uit de klasse van de Gastropoda (slakken).

## Soorten
- Himatina trophina (Bergh, 1890)

### Synoniemen
- Himatina nobilis (Verrill, 1880) => Borealea nobilis (Verrill, 1880)